# Robo Aleste
Robo Aleste, lançado no Japão como Dennin Aleste (電忍アレスタ), é um jogo eletrônico scrolling shooter vertical de 1992, desenvolvido e publicado pela Compile para o Sega CD. A Tengen e a Sega lançaram a versão em inglês do jogo no exterior em 1993. É o último jogo da série Aleste e é um acompanhamento de MUSHA para o Mega Drive.

## Jogabilidade
Robo Aleste segue o estilo tradicional de um shooter com rolagem vertical, com o jogador voando para a frente e inimigos vindo da frente, laterais e traseira. No final de cada nível tem um chefe, que o jogador deve derrotar a fim de seguir em frente. Cada chefe é um dos senhores da guerra inimigos. Como a maioria dos shooters de rolagem, existem várias armas que podem ser coletadas e ativadas.
O tiro principal de kunai e as três sub-armas de Musha Aleste retornam, unidas por novos níveis de potência para o tiro principal e uma nova sub-arma. O sistema de naves laterais foi completamente redesenhado: o jogador agora tem duas unidades indestrutíveis com ele o tempo todo, o que também dispara suas próprias sub-armas. A capacidade de dar comandos às naves laterais foi substituída por uma nova sub-arma que atinge muitas direções diferentes. Além disso, as naves laterais podem ser lançadas nos inimigos.
O Aleste começa inicialmente com nada além do tiro principal e das naves laterais, e irá retornar a esse estado sempre que o jogador perde uma vida. Para ligar a arma principal, o jogador deve coletar pequenos chips de energia lançados de um determinado tipo de nave aliada. À medida que mais chips são coletados, o número de facas por tiro aumenta (até quatro) e, eventualmente, o Aleste pode começar a disparar bolas de fogo mais fortes.
As outras armas são sub-armas, cada uma com uma habilidade específica e função separada da arma principal; apenas uma sub-arma pode ser equipada por vez. Para coletar, alternar e aumentar o poder das sub-armas, o jogador deve coletar uma das quatro esferas coloridas derrubadas por outro tipo de nave aliada. Cada sub-arma tem quatro níveis de poder, ficando mais fortes e mais destrutivas a cada aumento de nível, obtido coletando a mesma sub-arma repetidamente. As quatro sub-armas são as seguintes:
- A Bakuryu-housen-ka vermelha, ou Exploding Flower, libera uma grande quantidade de bombas, que explodem com o impacto no chão ou em um inimigo. Útil para limpar rapidamente toda a tela frontal de inimigos, pois a explosão persiste por um curto período de tempo após o impacto. Esta arma retorna de Musha.
- A Hiei-meppu-jin amarela, ou Flying Shadow Formation, faz com que as opções que normalmente voam na frente da nave circulem o Aleste com um escudo protetor. As opções também atacarão ativamente quaisquer inimigos próximos. É altamente útil quando as naves inimigas estão vindo da parte traseira da tela e as opções ainda podem bloquear projeteis neste modo. Esta arma retorna de Musha, onde era azul.
- A Raisen-ha azul, ou Lightning Flash, dispara um grande raio azul de eletricidade contra os inimigos. Útil para inimigos grandes (como chefes) ou para quando muitos inimigos estão voando pela frente da tela, pois causa grandes danos, mas com alcance horizontal ruim. Esta arma retorna de Musha, onde era amarela.
- A Fuusha-shuriken verde, ou Windmill Throwing-Knife, dispara shuriken grande em quatro ou oito direções diferentes, dependendo do nível de poder da arma. Elas ficam em chamas em níveis mais altos. Útil para quando muitos inimigos estão vindo pela frente e pelos lados. Essa arma é nova para Dennin e, como mencionado, substitui a capacidade de dar comandos às naves laterais.

## Enredo
O enredo do jogo se passa no Japão feudal na era Sengoku, recebendo mecha gigante. O jogador assume o controle de um desses mecha, o Aleste, pilotado por um homem chamado Kagerou, enquanto luta contra outros senhores feudais.
Kagerou (Shadow) é o único membro sobrevivente do exército ninja robô de Oda "Demon King" Nobunaga, o White Fang. O Aleste é um mecha mecanizado a vapor de 8 metros de altura. No início do jogo, a casa de Nobunaga é destruída por Kurogane, que é um chefe de fim de nível frequente durante todo o jogo e pelo irmão mais velho de Kagerou. Nobunaga sobrevive, Kagerou derrota Kurogane e retoma sua missão de derrubar a aliança anti-Oda.
Kurogane é humilhado e se recusa a acreditar que ele foi derrotado por seu irmão mais novo Kagerou apenas por habilidade, então ele constrói para si mesmo um gigantesco mecha para combinar com o poder do Aleste. Ele então testa o poder de fogo da máquina em uma vila indefesa, matando todos os moradores inocentes apanhados no ataque. Kagerou finalmente descobre isso e luta com Kurogane em uma batalha até a morte. O Aleste, no final, vence e Kurogane morre.
Kagerou continua sua missão e depois de derrotar todos os senhores da guerra opostos, ele se depara com Astaroth, o líder da aliança anti-Oda. Depois de derrotar Astaroth, Kagerou descobre que ela veio de outra dimensão que foi supostamente destruída por Nobunaga, que ela acredita ser a figura ressuscitada de Lúcifer. Nobunaga planeja dominar o mundo e Kagerou eventualmente usa o Aleste para detê-lo de uma vez por todas, prendendo-o em Honnō-ji.

## Lançamento
O jogo foi lançado em 27 de novembro de 1993 no Japão para o Mega Drive CD. Foi lançado na América do Norte e Europa em 1993.

## Recepção
Após o lançamento, A Weekly Famitsu atribuiu uma pontuação de 24 em 40.
A Retro Gamer incluiu Robo Aleste em sua lista dos dez melhores jogos para o Mega CD, comentando que "a música e as cut-scenes realmente elevam o jogo a um novo nível de grandeza". O Hardcore Gaming 101 opinou que "o meio do CD não adiciona muito ao jogo, além de algumas músicas OK e alguns efeitos legais de escala aqui e ali. Ainda é bom, mas MUSHA e Spriggan são melhores."